# Zbylitowska Góra
Zbylitowska Góra [zbɨliˈtɔfska ˈɡura] est un village polonais dans la région de Voïvodie de Petite-Pologne. Il est situé à 9 kilomètres au sud de Tarnów et 71 kilomètres à l'est de Cracovie. En juin 1942, au cours de la Seconde Guerre mondiale, environ 10 000 personnes y sont massacrées dont 6 000 juifs et 800 enfants par les nazis.